# Próxeno de Beócia
Próxeno de Beócia (em grego clássico: Πρόξενος) foi um discípulo de Górgias e um amigo de Xenofonte. Ele veio da cidade de Tebas, na Beócia. Sendo conectado pelos laços de hospitalidade com o Ciro, o Jovem, este último o contratou em seu serviço. Ele chegou a Sárdis à frente de 1.500 soldados armados pesados e quinhentos soldados armados leves (Xen. Anab. i. 1. § 11, 2. § 3.) Foi a convite dele que Xenofonte foi induzido a entrar ao serviço de Ciro (iii. 1. §§ 4, 8). Ele foi um dos quatro generais que Clearco de Esparta convenceu a acompanhá-lo até Tissafernes. Ele foi capturado com o restante, levado ao rei da Pérsia e depois morto (ii. 5. § 31, &c. 6. § 1). Xenofonte fala dele como um homem cuja ambição estava sob a influência de probidade estrita, e que estava especialmente ansioso por proteger os afetos de seus soldados, de modo que, embora os bem-dispostos o obedecessem prontamente, ele não inspirou o resto com um aspecto saudável. medo de sua autoridade (ii. 6. § 17, &c.) Ele tinha trinta anos de idade no momento de sua morte (401 a.C.). Ele também tinha a intenção de seguir uma carreira política, como mencionado por Xenofonte. 